# Subate
Subate ( výslovnost) je město v Lotyšsku nacházející se na území kraje Ilūkste. V roce 2010 zde žilo 749 obyvatel.